# Fatiha Ouadah
Pour les articles homonymes, voir Ouadah.
Fatiha Ouadah, née le 23 janvier 1983 à Kouba en Algérie, est une footballeuse internationale algérienne évoluant au poste de milieu de terrain.

## Biographie

### Carrière en club
Ouadah a notamment joué pour le FC Casbah Alger, entre 2002 et 2004, avant de jouer jusqu'en 2006 au FC Bab El Oued. Elle rejoint ensuite l'ASE Alger Centre, où elle évolue jusqu'en 2009, avant de terminer sa carrière avec une saison à l'Abu Dhabi SC,.

### Carrière internationale
Elle participe au Championnat d'Afrique féminin de football 2004 en Afrique du Sud.

## Palmarès
En 2006, elle remporte la Coupe arabe féminine de football avec l'équipe d'Algérie.